# Patrimoine sans frontières
Pour les articles homonymes, voir PSF.
L’association Patrimoine sans frontières (PSF) s’est créée en 1992 avec le soutien du ministère de la Culture français. Elle avait pour objectif de mener des actions de sauvegarde du patrimoine international dans des contextes d’alerte, d’oubli ou de déshérence, ainsi que dans des situations post-accidentelles ou de post-conflits.

## But
Patrimoine sans frontières étudie, mène ou délègue des opérations de sauvetage du patrimoine culturel international dans des situations de danger ou de disparition imminente. En effet, dans les pays en situation chronique ou accidentelle de détresse, des structures existent généralement pour prendre en charge les personnes à secourir ; plus rares sont les sauveteurs de biens culturels collectifs.
L’association dirige donc ses efforts vers les oubliés du patrimoine quels qu’ils soient : sites, ensembles, bâtiments, objets, savoir-faire, etc.

## Organisation
L’association veut rester une structure légère, efficace, rapide, qui définit elle-même ses modalités d’action et trouve ses propres sources de financement. Son fonctionnement repose sur l’établissement d’un réseau multidisciplinaire de professionnels, universitaires et praticiens, en France et à l’étranger.
Le dispositif est complété par un réseau international de correspondants et des personnalités dont les travaux et la notoriété ont contribué à inspirer la philosophie de l’association.
Le siège de l'association est situé à Paris.
Elle a été dissoute le 30 avril 2023.

## Activités
Agir en partenariat. Sa tâche première est d’alerter et d’informer, mais aussi de se mettre au service des organismes existants de sauvegarde du patrimoine. L’association est en contact avec les institutions nationales et internationales, ONG, fondations privées internationales, associations nationales, etc., afin d’éviter les effets de concurrence, d’imaginer les synergies et de solliciter leur concours pour la constitution d’un réseau d’experts. Patrimoine sans frontières agit toujours en partenariat, sans se substituer à d’autres opérateurs, en place ou potentiels.
Depuis 2015, PSF est partenaire officiel de l'UNESCO, statut consultatif.

## Moyens d'action
Un réseau international de vigilance. Patrimoine sans frontières peut intervenir lorsqu’un patrimoine est en situation de disparition imminente. L’association peut également contribuer à des interventions de longue durée. Elle pourra : Signaler toute menace pour éveiller l’intérêt et faciliter l’action ; Susciter des intervenants en facilitant contacts et rencontres ; Entreprendre des campagnes de presse, pour mettre en garde contre des fautes ou des erreurs sur le point d’être commises ou, en cas d’indifférence et d’inaction, pour mobiliser l’opinion ; Seconder par des collectes de fonds des intervenants qualifiés.

## Réalisations et projets
- Sensibilisation au patrimoine
  - Étude de l’état des patrimoines dans les pays en guerre. Projet de rapport annuel. Communication. Rédaction d’articles pour la presse, participation à des émissions de radio, organisation de débats et conférences.
  - Depuis 2002, L’association Patrimoine sans frontières s’est engagée dans la transmission intergénérationnelle et internationale de la mémoire de la catastrophe de Tchernobyl et de ses conséquences à travers le projet « Dis-moi, nuage… ».
- Patrimoines oubliés
  - Photothèque de Shkodra (Shkodër) - Albanie 1994-1997. Plus de 180 000 photographies rassemblées par trois générations de photographes, de 1850 à 1950, sont conservées dans la photothèque de Shkodra, en Albanie.
  - Cases obus - Cameroun et Tchad 1995-1997. Il s’agit de sauvegarder, par la transmission des techniques de construction, les cases obus des paysans Musgums au Cameroun.
- Patrimoines en guerre
  - Beyrouth - Liban 1993-1995. Le centre-ville de Beyrouth risquait de se voir davantage détruit par la reconstruction que par les dix-sept années de guerre. Par son action de sensibilisation, l’association Patrimoine sans frontières a contribué, d’une part à ouvrir un débat public nécessaire pour cette entreprise d’intérêt général, d’autre part à conduire les urbanistes à modifier le schéma directeur du centre-ville dans un plus grand respect de sa mémoire.
  - Sarajevo - une ville blessée 1994-1995. En avril et mai 1994, PSF a accueilli à Paris cinq architectes bosniaques venus de Sarajevo pour présenter au Centre Georges-Pompidou leur exposition « Sarajevo, une ville blessée ». PSF a aidé les architectes à sensibiliser l’opinion publique aux destructions de Sarajevo et de la Bosnie, et à prendre des contacts dans les milieux professionnels et financiers pour préparer la reconstruction. L’association a également favorisé la prise du relais à l’étranger.
  - Sarajevo - aide aux architectes 1995-1996. L’association Patrimoine sans frontières a mis en place une collecte de matériel de dessin et de revues professionnelles, destinée aux architectes et aux habitants de la ville. Le matériel, collecté auprès des architectes, écoles et entreprises, est reçu et acheminé par la FORPRONU.
  - Croatie 1994-1997. Dans une région rurale, au nord de Dubrovnik, Patrimoine sans frontières participe à la reconstruction des villages et contribue à la formation des artisans aux techniques traditionnelles de construction.
- Inventaires - Études
  - Saint-Louis (Sénégal). Patrimoine architectural issu de l’époque coloniale, voué à une destruction progressive, faute d’entretien : susciter des rencontres, impliquer les personnes et organismes éventuellement concernés, éveiller l’intérêt.
  - Centres-villes historiques. Promotion immobilière : état des lieux et communiqués de presse sur l’évolution des travaux à Moscou et Shanghai ; sensibilisation des promoteurs hôteliers à la préservation du quartier des « 36 Rues » à Hanoï au Vietnam.
  - Groupe Chine. Patrimoine et urbanisme en Chine : le patrimoine confronté à la crise du logement, dans un contexte de développement économique rapide. Étude et sensibilisation.
  - Patrimoine industriel français. Utilisation des patrimoines industriels des villes maritimes et fluviales. Patrimoine sans frontières intégrera à sa réflexion d’autres villes européennes ou de la Méditerranée.
  - Roumanie. Patrimoine architectural rural à l’abandon, ou soumis à de fortes pressions hôtelières et touristiques : l’association Patrimoine sans frontières conduit une réflexion et un travail de terrain avec le Centre européen de formation-Partir de l’École nationale supérieure d'architecture de Paris-La Villette.